# Élections parlementaires dominicaines de 2020
Les élections parlementaires dominicaines de 2020 ont lieu le 5 juillet 2020 en même temps que le premier tour de l'élection présidentielle afin de renouveler pour quatre ans les 190 membres de la Chambre des députés et les 32 membres du Sénat qui composent le Congrès national de la République dominicaine. 
Le scrutin aboutit à une alternance au profit du Parti révolutionnaire moderne (PRM) mené par Luis Abinader, qui remporte de son côté la présidentielle dès le premier tour. Le PRM réunit ainsi une majorité absolue des suffrages, lui assurant une solide majorité dans les deux chambres du parlement.

## Contexte
Le scrutin a lieu peu après les évènements liés aux élections municipales de mars 2020. Celles-ci, initialement prévues le 16 février, sont reportées en catastrophe le jour même du fait d'une faille électronique ayant affecté le système de bornes électroniques, effaçant une grande partie des listes de candidats de plus de la moitié des bureaux de vote. L'évènement provoque une vive polémique dans le pays, ainsi que des heurts entre manifestants et forces de l'ordre ayant causé au moins deux morts.
Initialement prévues pour le 17 mai 2020, les élections parlementaires sont elles-mêmes reportées au 5 juillet à peine un mois avant leur tenue en raison de la pandémie de COVID-19 qui touche alors le pays,.

## Système électoral
Le Congrès national de la République dominicaine est un parlement bicaméral composé d'une chambre basse, la Chambre des députés, et d'une chambre haute, le Sénat. 
La Chambre des députés est dotée de 190 sièges pourvus pour quatre ans dont 178  au scrutin proportionnel dans 32 circonscriptions électorales  plurinominales correspondant aux 31 provinces plus le district national de la capitale Saint-Domingue. Le nombre de sièges par circonscription varie en fonction de leur population, à raison d'un minimum de deux sièges plus un par tranche de 50 000 habitants, et un dernier pour une éventuelle tranche supplémentaire de 25 000 habitants. À ce total s'ajoutent 5 autres sièges compensatoires distribués en priorité aux partis ayant franchi le seuil électoral de 1 % des suffrages exprimés au niveau national mais n'ayant obtenu aucun siège dans les circonscriptions. Enfin, 7 sièges sont réservés depuis 2016 à la diaspora dans une unique circonscription extra nationale, selon le même mode de scrutin,.
Le Sénat est quant à lui composé de 32 sièges pourvus pour quatre ans au scrutin uninominal majoritaire à un tour dans autant de circonscriptions correspondant également aux 31 provinces plus Saint-Domingue,. 
Sont éligibles les individus ayant la citoyenneté dominicaine, âgés d'au moins 25 ans, jouissant de leurs droits civiques et politiques et étant nés dans la circonscription où ils se présentent ou en ayant été résidents depuis au moins cinq années sans interruption. Seuls peuvent être candidats les personnes présentées par l'un des partis officiellement reconnus par la Commission électorale centrale. Les candidatures sans étiquette sont par conséquent impossibles. Un mandat de député ou de sénateur est incompatible avec une fonction publique.
Les deux élections ont habituellement lieu sur un bulletin unique, une voix pour le candidat au sénat équivalant à une voix pour son parti à la chambre des députés. L'inclusion pour la première fois de la diaspora pour les élections à la chambre mais pas pour celles au Sénat aboutit cependant à des élections organisées avec des corps électoral séparés, à l'inverse du système habituellement en vigueur dans le pays.

## Résultats

### Sénat
|                          |                                           |           |       |        |               |  |  |  |  |
| Parti                    | Parti                                     | Voix      | %     | Sièges | +/-           |  |  |  |  |
|                          | Parti révolutionnaire moderne             | 1 768 588 | 45,24 | 17     | 15            |  |  |  |  |
|                          | Parti de la libération dominicaine        | 1 267 168 | 32,41 | 6      | 20            |  |  |  |  |
|                          | Force du peuple (FP)                      | 141 836   | 3,63  | 1      | Nv            |  |  |  |  |
|                          | Parti réformiste social chrétien          | 116 353   | 2,96  | 6      | 5             |  |  |  |  |
|                          | Parti révolutionnaire dominicain          | 111 476   | 2,85  | 0      | 1             |  |  |  |  |
|                          | Parti de l'unité nationale                | 55 057    | 1,41  | 0      | en stagnation |  |  |  |  |
|                          | Alliance du pays                          | 54 209    | 1,39  | 0      | en stagnation |  |  |  |  |
|                          | Dominicains pour le changement            | 48 365    | 1,24  | 1      | 1             |  |  |  |  |
|                          | Bloc social démocratique institutionnel   | 48 124    | 1,23  | 1      | en stagnation |  |  |  |  |
|                          | Parti rénovation civique                  | 36 030    | 0,92  | 0      | en stagnation |  |  |  |  |
|                          | Mouvement de l'alternative démocratique   | 27 745    | 0,71  | 0      | en stagnation |  |  |  |  |
|                          | Parti réformiste libéral                  | 25 276    | 0,65  | 0      | 1             |  |  |  |  |
|                          | Front large                               | 24 863    | 0,64  | 0      | en stagnation |  |  |  |  |
|                          | Parti social démocratique révolutionnaire | 23 093    | 0,59  | 0      | en stagnation |  |  |  |  |
|                          | Alliance pour la démocratie               | 20 868    | 0,53  | 0      | en stagnation |  |  |  |  |
|                          | Parti du peuple chrétien                  | 18 817    | 0,48  | 0      | en stagnation |  |  |  |  |
|                          | Parti démocrate chrétien Quisqueyano      | 17 125    | 0,44  | 0      | en stagnation |  |  |  |  |
|                          | Parti humaniste dominicain                | 15 963    | 0,41  | 0      | en stagnation |  |  |  |  |
|                          | Parti libéral d'action                    | 14 537    | 0,37  | 0      | en stagnation |  |  |  |  |
|                          | Force progressive national                | 14 485    | 0,37  | 0      | en stagnation |  |  |  |  |
|                          | Union démocrate chrétienne                | 12 392    | 0,32  | 0      | en stagnation |  |  |  |  |
|                          | Pays possible                             | 11 136    | 0,28  | 0      | Nv            |  |  |  |  |
|                          | Parti révolutionnaire indépendant         | 9 628     | 0,25  | 0      | en stagnation |  |  |  |  |
|                          | Parti démocratique du peuple              | 9 568     | 0,24  | 0      | en stagnation |  |  |  |  |
|                          | Parti démocratique institutionnel         | 8 971     | 0,23  | 0      | en stagnation |  |  |  |  |
|                          | Parti national de la volonté citoyenne    | 7 651     | 0,19  | 0      | en stagnation |  |  |  |  |
|                          |                                           |           |       |        |               |  |  |  |  |
| Votes valides            | Votes valides                             | 3 909 324 | 97,01 |        |               |  |  |  |  |
| Votes blancs et nuls     | Votes blancs et nuls                      | 120 562   | 2,99  |        |               |  |  |  |  |
| Total                    | Total                                     | 4 029 886 | 100   | 32     | en stagnation |  |  |  |  |
| Abstention               | Abstention                                | 2 904 167 | 41,88 |        |               |  |  |  |  |
| Inscrits / participation | Inscrits / participation                  | 6 934 053 | 58,12 |        |               |  |  |  |  |

### Chambre des députés
|                          |                                           |           |       |        |               |  |  |  |  |
| Parti                    | Parti                                     | Voix      | %     | Sièges | +/-           |  |  |  |  |
|                          | Parti révolutionnaire moderne             | 1 634 860 | 40,84 | 86     | 44            |  |  |  |  |
|                          | Parti de la libération dominicaine        | 1 261 802 | 31,52 | 75     | 31            |  |  |  |  |
|                          | Parti révolutionnaire dominicain          | 220 939   | 5,52  | 4      | 12            |  |  |  |  |
|                          | Force du peuple (FP)                      | 170 993   | 4,27  | 3      | Nv            |  |  |  |  |
|                          | Parti réformiste social chrétien          | 165 800   | 4,14  | 6      | 12            |  |  |  |  |
|                          | Alliance du pays                          | 71 899    | 1,80  | 2      | 1             |  |  |  |  |
|                          | Dominicains pour le changement            | 45 162    | 1,13  | 2      | 2             |  |  |  |  |
|                          | Parti humaniste dominicain                | 42 597    | 1,06  | 1      | 1             |  |  |  |  |
|                          | Parti rénovation civique                  | 39 589    | 0,99  | 1      | 1             |  |  |  |  |
|                          | Bloc social démocratique institutionnel   | 37 235    | 0,93  | 2      | 2             |  |  |  |  |
|                          | Parti social démocratique révolutionnaire | 33 362    | 0,83  | 1      | 1             |  |  |  |  |
|                          | Mouvement de l'alternative démocratique   | 32 723    | 0,82  | 0      | 1             |  |  |  |  |
|                          | Front large                               | 30 429    | 0,76  | 3      | 2             |  |  |  |  |
|                          | Parti de l'unité nationale                | 27 600    | 0,69  | 0      | en stagnation |  |  |  |  |
|                          | Alliance pour la démocratie               | 26 570    | 0,66  | 2      | 2             |  |  |  |  |
|                          | Parti du peuple chrétien                  | 20 894    | 0,52  | 0      | 1             |  |  |  |  |
|                          | Parti démocrate chrétien Quisqueyano      | 19 414    | 0,49  | 1      | en stagnation |  |  |  |  |
|                          | Union démocrate chrétienne                | 18 199    | 0,46  | 0      | en stagnation |  |  |  |  |
|                          | Parti libéral d'action                    | 17 655    | 0,44  | 0      | en stagnation |  |  |  |  |
|                          | Parti réformiste libéral                  | 15 652    | 0,39  | 1      | 2             |  |  |  |  |
|                          | Pays possible                             | 15 346    | 0,38  | 0      | Nv            |  |  |  |  |
|                          | Parti national de la volonté citoyenne    | 12 517    | 0,31  | 0      | en stagnation |  |  |  |  |
|                          | Parti révolutionnaire indépendant         | 12 368    | 0,31  | 0      | en stagnation |  |  |  |  |
|                          | Force progressive national                | 10 959    | 0,27  | 0      | en stagnation |  |  |  |  |
|                          | Parti démocratique du peuple              | 10 598    | 0,27  | 0      | en stagnation |  |  |  |  |
|                          | Parti démocratique institutionnel         | 7 997     | 0,20  | 0      | en stagnation |  |  |  |  |
|                          |                                           |           |       |        |               |  |  |  |  |
| Votes valides            | Votes valides                             | 3 851 213 | 96,20 |        |               |  |  |  |  |
| Votes blancs et nuls     | Votes blancs et nuls                      | 151 946   | 3,80  |        |               |  |  |  |  |
| Total                    | Total                                     | 4 003 159 | 100   | 190    | en stagnation |  |  |  |  |
| Abstention               | Abstention                                | 3 526 773 | 44,82 |        |               |  |  |  |  |
| Inscrits / participation | Inscrits / participation                  | 7 529 932 | 55,18 |        |               |  |  |  |  |